# Paula Ungureanu
Paula Ungureanu; wcześniej Rădulescu (ur. 30 marca 1980 roku w Braszowie) – rumuńska piłkarka ręczna, reprezentantka kraju. Obecnie występuje w lidze rumuńskiej, w drużynie CSM Bukareszt. Gra jako bramkarka.

## Sukcesy
- Mistrzostwo Austrii (2005, 2006)
- Mistrzostwo Chorwacji (2008)
- Mistrzostwo Rumunii (2010, 2011, 2012)
- Finalistka Ligi Mistrzyń (2010[1])